# 里氏地震規模

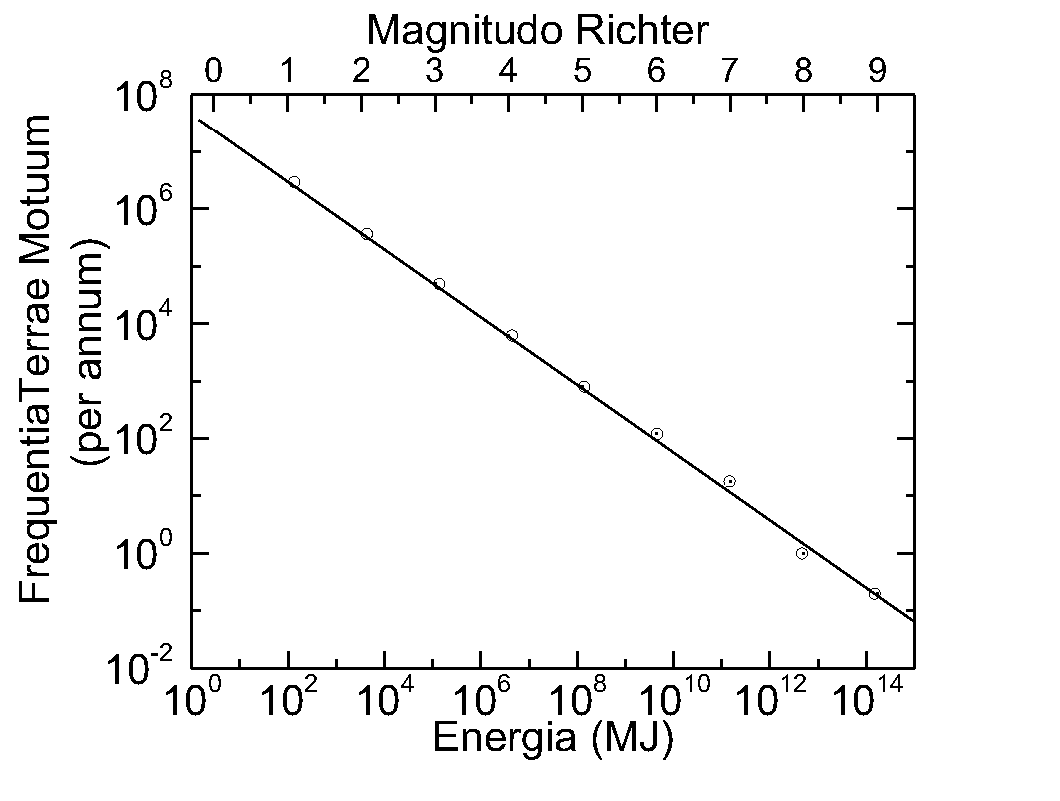

，是一種表示地震大小的標度，由里克特在1935年发明。他后来改进出了近震震級。它是由觀測点处地震儀所記錄到的地震波最大振幅的常用對數演算而來。震級定義在距離震央100公里處之觀測點地震儀記錄到的最大水平位移為1微米（這也是伍德-安德森扭力式地震儀的最高精度）的地震作為里氏0地震，如果距震央100公里處的伍德-安德森扭力式地震儀測得的地震波振幅為10微米（0.01毫米）為1，100微米（0.1毫米）為里氏2，1000微米（1毫米）為里氏3，10000微米（1厘米）為里氏4，如此類推。所以，震級相差1代表振幅相差10倍，而所釋出的能量則相差約31.7倍。由於地震儀的位置通常不在震央，考虑到地震波在传播过程中的衰减以及其他干扰因素，計算時需減去观测点所在地地震規模所應有的振幅之對數。
当初設計里氏地震规模時所使用的伍德-安德森扭力式地震儀的限制，近震規模ML若大於約6.8或觀測點的震中距超過約600公里便不適用，改进的方法是以矩震级MW测量。这些改造系统一样使用的是对数系统，经过数值调整使大小和原版里氏震级接近。香港等地媒体在报道时有时把这些方法得到的数据一样加上“里氏”前缀，中国大陆的新闻报道规范要求不应将里氏震级以外的其他震级度量误加上“里氏”前缀。

## 发展历史
里氏地震规模最早是在1935年由两位来自美國加州理工學院的地震學家里克特和古騰堡共同制定的。
此標度原先僅是為了研究美國加州地區发生的地震而設計的，并用伍德-安德森扭力式地震儀测量。里克特設計此標度的目的是區分當時加州地區發生的大量小規模地震和少量大規模地震，而靈感則來自天文學中表示天體亮度的星等。
為了使結果不為負數，里克特定义在距離震中100公里處之觀測點地震仪记录到的最大水平位移為1微米（这也是伍德-安德森扭力式地震儀的最高精度）的地震作為0地震。按照这个定义，如果距震中100公里处的伍德-安德森扭力式地震儀测得的地震波振幅为1毫米（103微米）的话，则震级为里氏3。里氏地震规模並沒有規定上限或下限。現代精密的地震仪經常記錄到規模為負數的地震。

## 缺点和改进
里氏地震规模的主要缺陷在於它與震源的物理特性沒有直接的聯繫，並且由于「地震強度頻譜的比例定律」（The Scaling Law of Earthquake Spectra）的限制，在規模7左右即会產生飽和效应，使得一些强度明显不同的地震在用传统方法计算后得出的里氏地震规模（ML）数值却一样。到了20世紀中後期，地震學者普遍認為這些傳統的地震規模表示方法已經過時，转而采用物理含义更为丰富，更能直接反应地震过程物理实质的表示方法即矩震級。地震矩规模是由加州理工學院的金森博雄教授於1977年提出的。地震矩规模能更仔細的描述地震的物理特性，如地層錯動的規模和地震的能量等。
地震震級與地震烈度是不同的概念。地震烈度（例如麦加利地震烈度）是表示地震破坏程度的標度，與地震區域的各種條件有關，並非地震之絕對強度。

## 震級與發生頻率
下表列出的是不同黎克特制震級（ML）的年均發生次數和震中地區的影響：
| 震級      | 描述 | 麥加利地震烈度 | 一般地震影響 | 平均發生頻率（全球） |
| --------- | ---- | -------------- | --- | -------------------- |
| 少於2.0   | 極微 | I              | 微震，一般人無法察覺，地震儀可記錄。 | 持續／每年數百萬次   |
| 2.0–2.9   | 微小 | I–II           | 一些人略微感覺到，但不損傷建築物。 | 每年超過100萬次      |
| 3.0–3.9   | 微小 | II–IV          | 大部分人有感覺，但很少造成傷害，室內物體晃動明顯。 | 每年超過10萬次       |
| 4.0–4.9   | 輕微 | IV–VI          | 室內物體明顯晃動，大多數人在受影響地區感覺，在外面稍微感覺到。通常會導致無人最小的損傷，中度至顯著損害則不太可能，某些物件可能從貨架掉落或打翻。                                                     | 每年1–1.5萬次        |
| 5.0–5.9   | 中等 | VI–VIII        | 可對建造不佳的建築物引起不同嚴重程度的損壞，但向其他所有建築物只造成無或輕微損壞，每個人都感覺到。                                                                                                   | 每年1000–1500次      |
| 6.0–6.9   | 強烈 | VII–X          | 在人口密集的地區，對一定數量的建造優良的建築物造成損壞。抗震結構承受輕度到中度損傷。設計不佳的結構造成中度至嚴重的傷害。在更廣泛的領域都感覺到地震，從震央到數百英里或公里。於震央區有強至劇烈搖晃。 | 每年100–150次        |
| 7.0–7.9   | 重大 | VIII-IX        | 導致大部分建築物損壞，有的部分或全部倒塌或受到嚴重損壞。設計優良的結構也可能造成損害。在很遠的距離都有重大損害，但主要局限於震央250公里内。                                                          | 每年10–20次          |
| 8.0–8.9   | 極大 | X-XI           | 建築物嚴重損壞，其結構可被破壞，會對堅固和抗震建築造成中度至嚴重破壞。在廣大地區造成損壞，在非常廣大的地區都感覺到。                                                                                 | 每年1次              |
| 9.0或以上 | 極大 | XII            | 已經或接近完全破壞－對所有建築物嚴重損壞或倒塌，嚴重破壞和震動延伸到遙遠的地方，地面地形有永久性的變化。                                                                                             | 每10–50年1次         |

（數據來自美國地質調查局。需要注意的是由於地震影響還受當地地質條件等因素的影響，表中描述的是極端影響）
歷史紀錄中最強烈的地震是1960年5月22日的智利大地震，矩震級為9.5。

## 震級與能量
芮氏地震規模與能量 (焦耳) 關係的等式如下：
{\displaystyle \log _{10}E=4.8+1.5M.}
當中：
{\displaystyle E}為能量，單位為焦耳。
{\displaystyle M}為震級。
從震級{\displaystyle M}求得能量{\displaystyle E}（單位：焦耳）公式如下：
{\displaystyle E=10^{4.8+1.5M}}
從能量{\displaystyle E}（單位：焦耳）求得震級{\displaystyle M}公式如下：
{\displaystyle M={\frac {\log _{10}E-4.8}{1.5}}}
從以上等式可得出，規模每相差1.0，釋放的能量就相差101.5倍，即31.6227766...倍，約31.6倍；每相差2.0，釋放的能量則相差103倍，即1000倍。
下表列出的是不同級別的地震釋放的能量相當於的三硝基甲苯(TNT)當量（1吨TNT炸药能量约为4.184×109焦耳）：
| 大約震級 | 大致相應的TNT的地震能量產量 | 大致相應的焦耳 | 例子 |
| -------- | --------------------------- | -------------- | --- |
| 0.0      | 15克                        | 63千焦         | |
| 0.2      | 30克                        | 130千焦        | 大手榴彈                                                                                                   |
| 1.5      | 2.7公斤                     | 1100萬焦       | 典型的小型爆破造成的地震                                                                                   |
| 2.1      | 21公斤                      | 8900萬焦       | 美國德州化肥廠爆炸事件                                                                                     |
| 3.0      | 480公斤                     | 2吉焦          | 1995年俄克拉何马城爆炸案                                                                                   |
| 3.5      | 2.7噸                       | 11吉焦         | 1988年内華達州亨德森PEPCON植物燃料爆炸                                                                     |
| 3.87     | 9.5噸                       | 40吉焦         | 1986年切尔诺贝利核事故                                                                                     |
| 3.91     | 11噸                        | 46吉焦         | 大型空爆炸彈                                                                                               |
| 6.0      | 1.5萬噸                     | 63兆焦         | 在廣島市投擲的小男孩原子彈所產生的大約能量(~16 kt)                                                         |
| 7.9      | 1070萬噸                    | 45拍焦         | 通古斯大爆炸                                                                                               |
| 8.35     | 5000萬噸                    | 210拍焦        | 沙皇炸彈—一枚史上最強大且被測試過的熱核武器。大多數的能量消散在大氣中。此次地震所帶來的衝擊在5.0~5.2之間。 |
| 9.15     | 8億噸                       | 3.3艾焦        | 產生於7萬5000年前的多峇巨災；也是史上所有已知的火山爆發中規模最大的。                                      |
| 13.0     | 100兆噸                     | 420皆焦        | 尤卡坦半島撞擊事件（造成了希克蘇魯伯隕石坑）6500萬年前（108兆子；超過4×1029 尔格=400澤它）。               |